# منتخب مولدوفا لكرة القدم
منتخب مولدوفا لكرة القدم (بالرومانية: Echipa națională de fotbal a Moldovei) هو ممثل مولدوفا الرسمي في رياضة كرة القدم ويشرف عليه الاتحاد المولدوفي لكرة القدم. لم يسبق له المشاركة في كأس العالم أو كأس أوروبا.

## وصلات خارجية
- قائمة بيانات المنتخب من الموقع الرسمي للفيفا باللغة العربية
- الموقع الرسمي